# St. Peter und Paul (Neukirchen bei Ansbach)

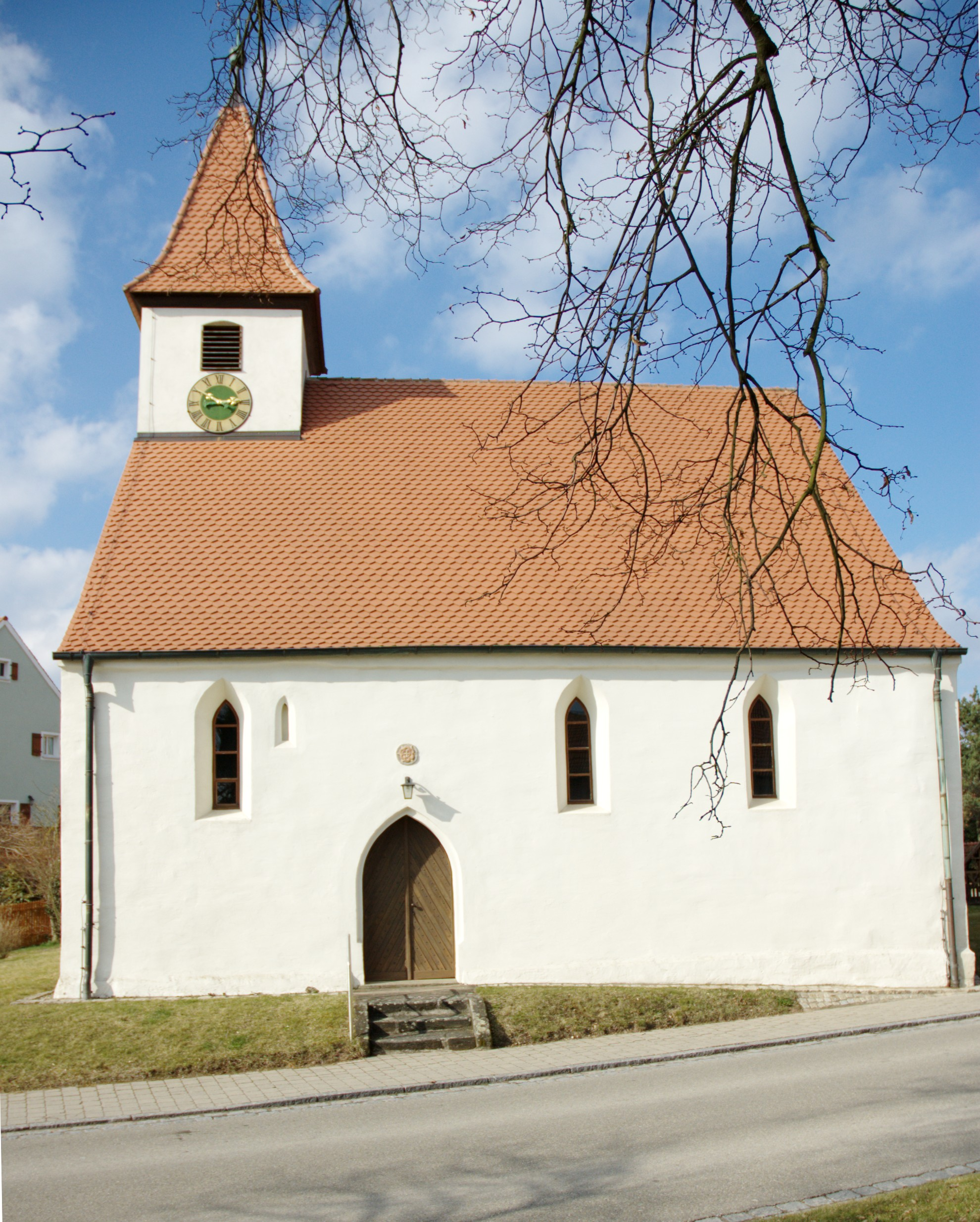
St. Peter und Paul, Südseite

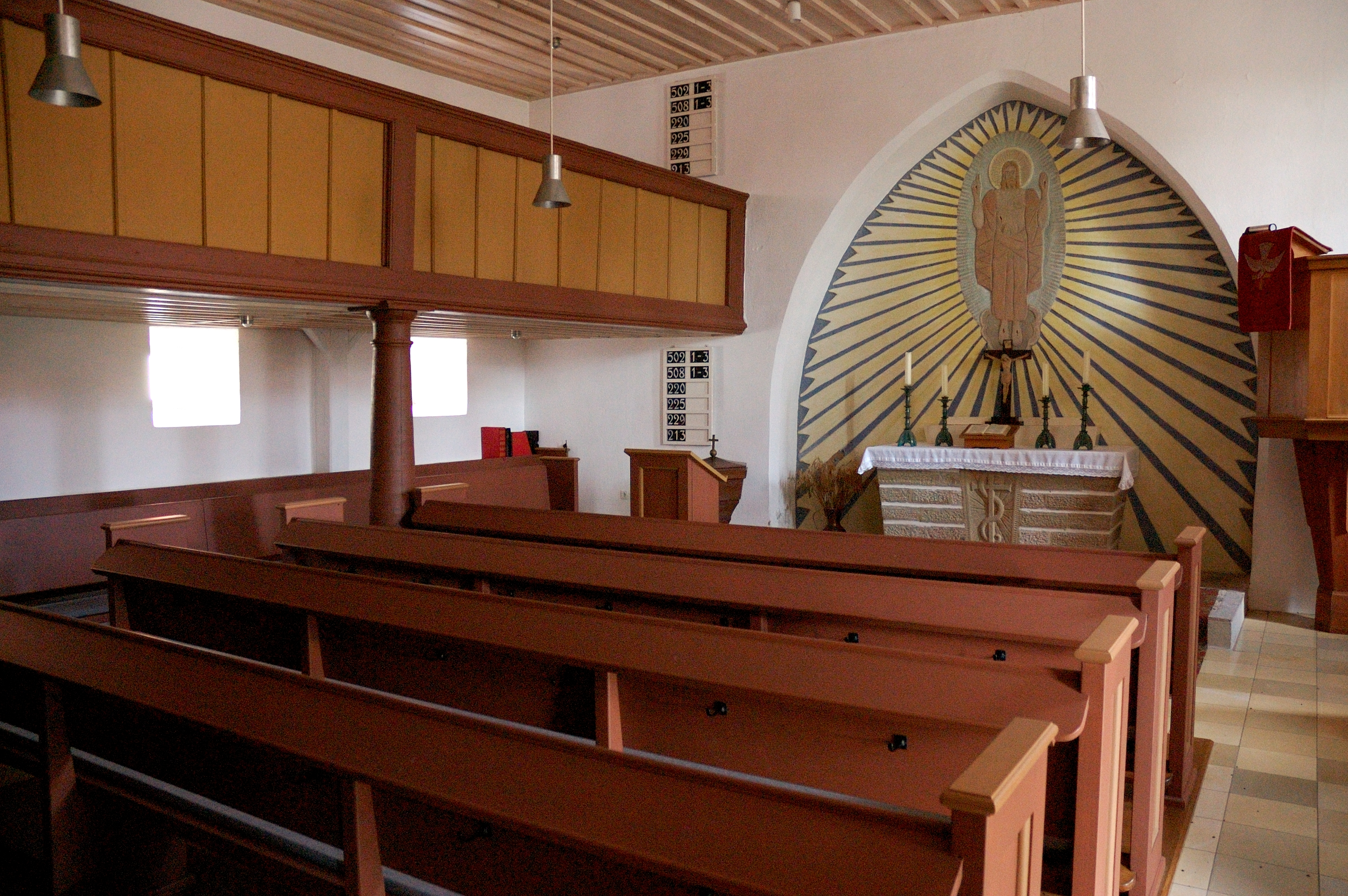
Innenansicht

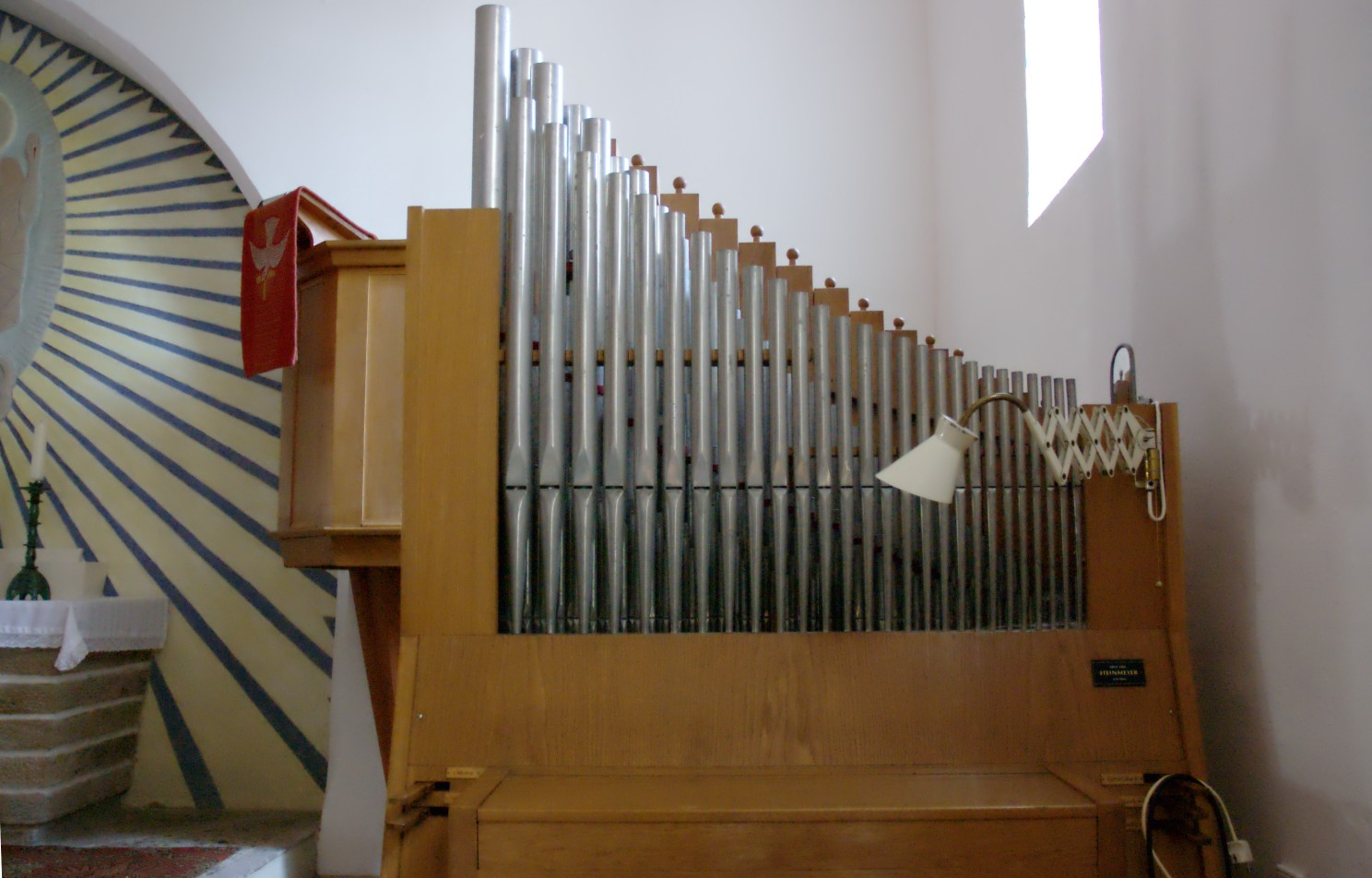
Orgel der Kirche

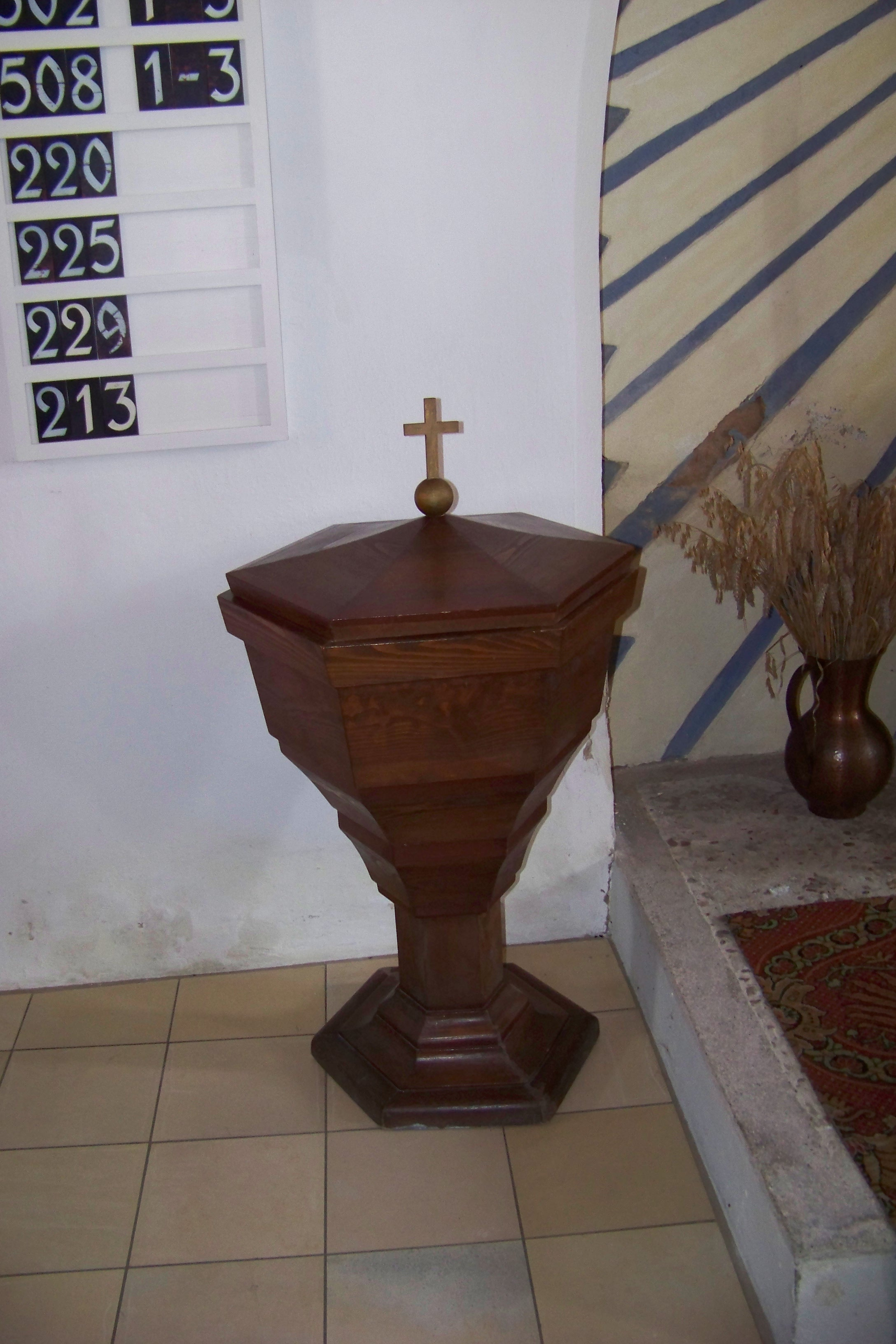
Taufbecken aus Holz

St. Peter und Paul ist eine nach den Aposteln Petrus und Paulus benannte evangelisch-lutherische Kirche in Neukirchen (Dekanat Ansbach).

## Kirchengemeinde
Die Kirche wurde im 14. Jahrhundert – vermutlich von den Herren von Vestenberg – errichtet. Ihr ursprüngliches Patrozinium lautete auf die Apostel Simon und Judas, in späterer Zeit dann auf Peter und Paul. Der Anlass für diesen Wechsel ist nicht bekannt. Sie war eine Filiale von St. Alban (Sachsen bei Ansbach). Der Kaplan las in St. Peter und Paul wöchentlich die Messe. Es wurden jährlich drei Gottesdienste gehalten: am 28. Oktober zu Simon und Judae, am Sonntag vor St. Margarethen (13. Juli) und zu Christi Himmelfahrt. Daneben gab es im Sommer einen Hagelfeiertag mit Flurumritt.
Zur Instandhaltung der Kirche und Finanzierung des Geistlichen gab es ein Kirchengut, das von zwei Heiligenpflegern verwaltet wurde. Die Einnahmen setzten sich zusammen aus dem Ertrag von Wiesen, Wäldern und Schafhaltung, Zinsen, die durch Geldausleihen eingenommen wurden, Opfergaben und Bienenhaltung, durch die das Wachs für die Kerzen gewonnen wurde.
Mit dem Einzug der Reformation wurden in St. Peter und Paul wöchentlich Gottesdienste gehalten. Wie lange dies der Fall war, lässt sich nicht sagen. Die nächste Nachricht stammt aus dem Jahr 1660. Durch den Dreißigjährigen Krieg wurde die Kirche schwer beschädigt. 1673 und 1682 wurde sie erneuert. Vom Sachsener Pfarrer wurde 14-täglich am Donnerstag eine Betstunde gehalten. Auch hier lässt sich nicht sagen, ob diese Tradition dauerhaft bestanden hatte. Es folgten weitere Neuanschaffungen von Glocken und Uhrwerken, Blitzeinschläge machten Reparaturen an Turm und Dach notwendig. Zu dieser Zeit fand nur ein Gottesdienst am Sonntag nach Mariä Heimsuchung (2. Juli) statt, der der Kirchweihsonntag von St. Peter und Paul war.
Am 31. Mai 1813 wurde die Vereinigung der Filialkirchenstiftung Neukirchen mit der Hauptkirchenstiftung in Sachsen verfügt und der Abriss von St. Peter und Paul angeordnet. Weil jedoch der hoch gelegene und weithin sichtbare Turm für die Landesvermessung gut zu gebrauchen war, durfte die Kirche stehen bleiben. Sie wurde aber nicht in Stand gehalten und wurde für gottesdienstlichen Gebrauch nicht genutzt. Im Jahr 1929 wurde sie renoviert und am 7. Juli durch den Oberkirchenrat Rüdel neu geweiht. Kirchweihtag ist nunmehr der Sonntag nach Peter und Paul.
1946 musste der Turm abgerissen werden, weil er eine Gefahr für den Flugbetrieb des in der Nähe gelegenen Flugplatzes Katterbach darstellte, der nach dem Krieg von der United States Army genutzt wurde. Ein neuer Turm konnte 1955 wieder aufgebaut werden. In diesem befindet sich die Uhr des alten Turmes, die 1921 von der Firma Lorenz Förster in Nürnberg gefertigt wurde. 1946 wurde informell vereinbart, dass die katholischen Bewohner Sachsens Gottesdienste in der Kirche abhalten durften, was am 23. Juli 1949 schließlich vertraglich fixiert wurde.
Gegenwärtig werden im Sommerhalbjahr in regelmäßigen Abständen Frühgottesdienste gehalten.

## Kirchengebäude
Der gotische Saalbau stammt aus dem 14. Jahrhundert und ist 13 Meter lang, 11 Meter breit und 12 Meter hoch. An der südlichen Längswand hat sie drei Spitzbogenfenster mit abgeschrägten Gewänden und ein eingekehltes Spitzbogenportal. Sie hatte schon ursprünglich im Westen als Dachreiter einen Turm. Durch den Dreißigjährigen Krieg wurde sie schwer beschädigt und musste 1673 und 1682 renoviert werden. Blitzeinschläge machten weitere Reparaturarbeiten notwendig. Ende des 18. Jahrhunderts entstand an der Nord- und Westseite eine Empore, die auf toskanischen Holzsäulen ruht. Die Innenausstattung ist modern und stammt aus dem Jahr 1929, als die Kirche erneut renoviert werden musste. Der flachgedeckte Saal ist einschiffig. An der Ostwand steht der Hochaltar vor einem modernen Gemälde des auferstandenen Christus. In der Südostecke steht eine Kanzel aus Holz, in der Nordostecke ein Taufbecken ebenfalls aus Holz. Als Orgel dient ein fünfregistriges Positiv der Firma Steinmeyer (Opus 2085) aus dem Jahr 1964. Die ursprüngliche Kanzel wurde mit der Auflassung der Kirche im Jahr 1813 ausgebaut und für die St. Albanskirche in Sachsen verwendet.